# Kazimierz Nowak

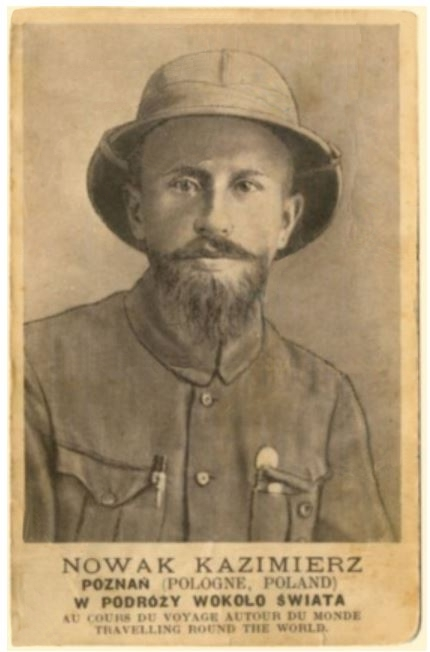
Kazimierz Nowak

Kazimierz Nowak (* 11. Januar 1897 in Stryj; † 13. Oktober 1937 in Poznań (Posen)) war ein polnischer Weltenbummler, Fotograf und Korrespondent. Nach dem Ersten Weltkrieg wohnte er in Poznań.
Von 1931 bis 1936 durchwanderte er allein Afrika von Nord nach Süd zu Fuß oder mit dem Fahrrad, insgesamt legte er dabei ca. 40.000 km zurück. Er schrieb Briefe und machte viele Fotos, in denen er ausführlich die afrikanische Kultur beschrieb und die Mentalität, Religion und Natur zeigte. Nach seiner Heimkehr hielt er zahlreiche Vorträge über Afrika.

## Bücher
Über die Reise wurden dank seiner Tochter Elżbieta Nowak-Gliszewska und Łukasz Wierzbicki zwei Bücher veröffentlicht: Przez Czarny Ląd (Durch das schwarze Land) und Rowerem i pieszo przez Czarny Ląd (Mit dem Fahrrad und zu Fuß durch Schwarzes Land).
Das zweite Buch wurde auch von Ryszard Kapuściński als eine klassische polnische Reportage empfohlen.

## Gedenktafel
Am 25. November 2006 wurde von Ryszard Kapuściński auf dem Hauptbahnhof in Poznań eine Gedenktafel für Kazimierz Nowak enthüllt. Die Gedenktafel zeigt Kazimierz Nowaks Route durch Afrika.